# 小行星9334
小行星9334（英語：9334 Moesta）是一颗围绕太阳公转的小行星。1990年10月16日，艾瑞克·怀特·埃尔斯特在拉西拉天文台发现了此天体。
这颗小行星的绝对星等为99.52031等。